# Сирена (рассказ)
Сирена — рассказ А. П. Чехов. Написан в 1887 году, впервые опубликован в «Петербургской газете» № 231 от 24 августа 1887 года.

## Публикации
Рассказ впервые был опубликован в Петербургской газете № 231 от 24 августа (по старому стилю) 1887 года в разделе Летучие заметки с подписью А. Чехонте. После стилистических изменений и сокращений Чехов включил рассказ в первый том своего собрания сочинений, изданного Адольфом Марксом в 1899—1901 годах. Чехов также убрал из рассказа намеки на события в Болгарии, добавил некоторые детали, такие как надпись на стаканчике: «Его же и монаси приемлют».
При жизни Чехова рассказ был переведен на немецкий, польский, сербскохорватский и шведский языки.

## Фон
По словам Александра Лазарева-Грузинского, рассказ был написан писателем в Бабкино за один день. Михаил Чехов был уверен, что в рассказе отразились звенигородские впечатления Чехова. В Звенигороде А. П. Чехов «посещал заседания уездных съездов, где познакомился с укладом чиновничьей жизни».

## Сюжет
Группа судебных чиновников после слушания дела сидели в совещательном зале суда и ждали, когда председатель выскажет свое особое мнение. Время обеда уже прошло, и все были голодны. Секретарь съезда Жилин начал говорить о еде, он вспомнил, как однажды его мечта — блюдо «поросенок под хреном» вызвал у него истерику. Разговоры о прелестях еды становились все более страстными, все в комнате были возбуждены. Один за другим мужчины выбегали из зала, не в силах сопротивляться страсти. Незадачливый председатель явился последним. Забыв высказать особое мнение, он удалился, чтобы также поддаться соблазну.

## Экранизация
По мотивам рассказов А. П. Чехова «Бабы», «Трубная площадь», «Сирена», «В суде» в 1969 году на Мосфильме снят художественный фильм Главный свидетель. Режиссёр: Аида Манасарова.
Рассказ был экранизирован в десятой серии телесериала «Чехов и Ко». В ролях: Вячеслав Невинный — Григорий Саввич, почётный мировой судья; Владимир Кашпур — Пётр Николаевич, председатель съезда; Евгений Киндинов — Степан Францыч, товарищ прокурора; Виктор Сергачёв — Иван Гурьевич Жилин, секретарь съезда; Вячеслав Невинный-мл —  Милкин, участковый мировой судья